# Like Crazy (bài hát)
"Like Crazy" là một bài hát của nam ca sĩ người Hàn Quốc đồng thời là thành viên của nhóm nhạc BTS Jimin. Ca khúc được phát hành dưới dạng đĩa đơn thứ hai trong album phòng thu solo đầu tay của anh Face vào ngày 24 tháng 3 năm 2023, thông qua hãng Big Hit Music. Được sản xuất bởi Pdogg và Ghstloop. Bài hát hiện tại có tận hai phiên bản đã được thu âm: một ca khúc dược thu âm bằng tiếng Hàn và một ca khúc được thu âm bằng tiếng Anh. "Like Crazy" lấy cảm hứng từ bộ phim bộ phim cùng tên (2011) và có lời thoại được trích từ bộ phim có thể nghe được ở phần đầu và phần cuối của ca khúc. Mang đậm chất liệu của synth-pop, ca khúc lại mang những nội dung khác nhau từ mỗi phiên bản, trong khi "Like Crazy" bản tiếng Hàn nói về việc bị nhận ra mình đã mất đi một người thân yêu, không thể tỉnh dậy khỏi thực tế và giữ lấy một thực tế khác nơi họ vẫn còn tồn tại, thì bản tiếng Anh lại đề cập đến gánh nặng của một ngôi sao và nỗi sợ hãi khi đánh mất đi chính mình. Cả hai phiên bản đều được sáng tác bởi Pdogg, Blvsh, Chris James, Ghstloop, Jimin và thành viên cùng nhóm BTS RM và Evan.
Một video âm nhạc đi kèm cho thấy Jimin đang ngồi một mình trong căn bếp trước khi bị một bàn tay vô hình kéo vào một câu lạc bộ nơi anh uống rượu và tiệc tùng với những người tham gia câu lạc bộ khác, hát ca khúc trong phòng tắm và đứng trong một hành lang dài với bùn, tối giống như đang chảy xuống các bức tường. Cuối cùng, anh lại quay trở lại căn bếp với một tay dính đầy chất nhờn.
Đây là đĩa đơn solo Hàn Quốc đầu tiên trong lịch sử đứng đầu bảng xếp hạng Billboard Hot 100 kể từ khi bảng xếp hạng này ra đời vào năm 1958. Đĩa đơn cũng đã đạt được kỷ lục thành tích ra mắt cao nhất cho một nghệ sĩ solo Hàn Quốc trên bảng xếp hạng UK Singles Chart trên vị trí thứ 8, vượt qua cả ca khúc trước đó là "Set Me Free Pt. 2" vốn đã xuất hiện ở vị trí thứ 30. Bài hát đã lọt vào top 10 trên các bảng xếp hạng tại Hungary, Ấn Độ, Hà Lan, Singapore và Hàn Quốc đồng thời cũng đứng đầu bảng xếp hạng Hits of the World của Billboard tại các quốc gia bao gồm Hồng Kông, Indonesia, Malaysia, Peru, Philippines và Đài Loan.

## Sáng tác
Với chất liệu mang đậm phong cách synth-pop "metallic" Ca khúc được lấy cảm hứng từ bộ phim cùng tên vào năm 2011, được thể hiện rõ nhất là ở đoạn đầu và đoạn cuối của ca khúc khi nó đều bắt đầu và kết thúc qua một lời thì thầm đối thoại.
Từ phiên bản gốc là bản Hàn Quốc, thông điệp của ca khúc là nói về việc khi nhận ra rằng, mình bị mất đi một người thân yêu và không thể thức tỉnh với thực tại. Rhian Daly từ tạp chí NME đã giải thích cho bài hát là để nói về một "cuộc đấu tranh để giữ cho một thứ gì đó tồn tại – đó có thể là một mối quan hệ hoặc một hiện thân nào đó từ con người của Jimin", khi "kể một câu chuyện đau lòng và cố gắng bám lấy một thứ gì đó đang tan vỡ". Thì Jimin lại hát những câu như: "Khi tiếng nhạc lớn vang lên / Tôi đang dần biến mất / Như một bộ phim truyền hình / Tôi đang dần quen với nó / Có phải tôi đã đi quá xa để tìm thấy tôi mà bạn từng biết?", những câu đó liên quan đến một "triển vọng ảm đạm" của ca khúc. Trong khi đến những câu tiếp theo, chẳng hạn như là: "Tôi thà muốn / Lạc lối trong ánh đèn / Tôi đang mất trí / Giữ lấy phần cuối của đêm nay", đang ám chỉ về "chủ nghĩa trốn chạy nhuốm màu hy vọng – khao khát không phải đối mặt với thực tại đau đớn mà mỗi buổi sáng sẽ mang lại". Phiên bản tiếng Anh của ca khúc lại đề cập đến nỗi gánh nặng của Jimin với nỗi sợ khi đánh mất chính mình qua những câu như "Tôi có thể nghe thấy giọng nói đang lắng nghe / Không biết họ là ai / Cố gắng giảm bớt áp lực / Vươn tới những vì sao / Nói cho tôi biết tôi sẽ tìm lại chính mình / Khi tôi đi quá xa?"

## Diễn biến thương mại
"Like Crazy" đã bán được hơn 2.803 lượt tải xuống trong ngày đầu tiên phát hành tại Nhật Bản và đã ra mắt ở vị trí thứ 2 trên Bảng xếp hạng Daily Digital Singles Chart của Oricon vào ngày 24 tháng 3 năm 2023; phiên bản tiếng Anh của ca khúc cũng đã ra mắt ở vị trí thứ 5. Chỉ trong vòng 3 ngày phát hành đầu tiên, trong khoảng thời gian từ ngày 20 tháng 3 đến ngày 26 tháng 3, bài hát đã lọt vào bảng xếp hạng hàng tuần số tiếp theo tại vị trí thứ 9 với hơn 3.308 lượt tải xuống tích lũy. Phiên bản Deep House Remix của ca khúc đã lọt vào bảng xếp hạng hàng tuần ở vị trí thứ 29 với hơn 1.725 lượt tải xuống tương ứng và phiên bản tiếng Anh của ca khúc cũng đã lọt vào bảng xếp hạng hàng tuần ở vị trí thứ 30 với hơn 1.699 lượt tải xuống tương ứng trong khi phiên bản UK Garage Remix của ca khúc đã xếp hạng ở vị trí thứ 38 với hơn 1.439 lượt tải xuống.
Jimin đã phá kỷ lục của mình về màn ra mắt solo cao nhất trong lịch sử của một nghệ sĩ người Hàn Quốc trên bảng xếp hạng UK Singles Chart, vượt qua cả đĩa đơn "Set Me Free Pt. 2" của chính anh đã phát hành một tuần trước đó khi bài hát ra mắt ở vị trí thứ 30, trong khi ca khúc "Like Crazy" đã ra mắt ở vị trí thứ 8. Đây là một trong những bài hát được tải xuống nhiều nhất và bán chạy thứ hai trong tuần từ ngày 31 tháng 3 đến ngày 6 tháng 4 năm 2023.
"Like Crazy" đã ra mắt ở vị trí quán quân trên bảng xếp hạng Billboard Hot 100 vào ngày 8 tháng 4 năm 2023 tại Hoa Kỳ, trở thành ca khúc thứ 66 đạt được điều này kể từ khi bảng xếp hạng ra đời vào năm 1958. Jimin đã trở thành nghệ sĩ solo Hàn Quốc đầu tiên trong lịch sử đạt được vị trí quán quân khi ra mắt—Phá vỡ cả kỷ lục trước đó mà Psy đã giành được vị trí cao nhất cho một nghệ sĩ solo Hàn Quốc tại vị trí thứ hai với ca khúc "Gangnam Style" vào năm 2012—và là nghệ sĩ châu Á thứ tư chỉ đứng sau Sakamoto Kyu, Far East Movement và BTS đứng đầu bảng xếp hạng Hot 100. Ca khúc đã bán được tổng cộng 254.000 lượt tải xuống lẫn đĩa đơn CD, mang về cho Jimin vị trí quán quân thứ ba trên bảng xếp hạng Digital Song Sales; Bài hát đã tích lũy được khoảng hơn 10 triệu lượt phát trực tuyến, giúp Jimin có ca khúc đầu tiên trên bảng xếp hạng Streaming Songs tại vị trí thứ 35; và nhận được 64.000 lượt hiển thị của khán giả phát sóng trên đài phát thanh—lượng khán giả phát sóng thấp nhất trong thập kỷ này do bài hát không được quảng bá tích cực trên đài phát thanh—trong tuần lễ khai mạc (24–30 tháng 3). "Like Crazy" đã đánh dấu doanh thu tuần bán đĩa đơn cao nhất trong lịch sử kể từ ca khúc "Anti-Hero" của Taylor Swift đã bán được 328.000 bản vào tháng 11 năm 2022. Trong số các thành viên cùng nhóm của mình, Jimin là thành viên đầu tiên của BTS có ca khúc đạt được vị trí quán quân và lần ra mắt trên bảng xếp hạng; để lọt vào top 10 và top 20; và để có nhiều mục hơn trong top 40. Đây là bài hát đầu tiên của Jimin với tư cách là một nhạc sĩ được ghi nhận đạt được vị trí số một, trong khi đối với thành viên cùng nhóm RM, đây chỉ là ca khúc thứ tư đứng sau các ca khúc "Life Goes On", "Butter" và "My Universe".
Đĩa đơn cũng đã đạt được kỷ lục về thành tích ra mắt cao nhất cho một nghệ sĩ solo Hàn Quốc trên bảng xếp hạng UK Singles Chart tại vị trí thứ 8, vượt qua cả ca khúc cùng album "Set Me Free Pt. 2" trước đó đã ra mắt ở vị trí thứ 30. Trong tuần tiếp theo, "Like Crazy" đã tiếp tục phá kỷ lục về số lần tụt hạng nhiều nhất từ vị trí số 1 khi ca khúc tụt xuống vị trí thứ 45, vượt qua kỷ lục của Taylor Swift với bài hát "Willow" khi bài hát chỉ tụt xuống 37 bậc từ vị trí số 1 vào năm 2021.
Được công nhận là bài hát đầu tiên trong lịch sử khi một nghệ sĩ người Hàn Quốc ra mắt solo ở vị trí quán quân tại khu vực Trung Đông và Bắc Phi (MENA) khi đứng đầu Bảng xếp hạng MENA Chính thức, được xuất bản bởi Liên đoàn Công nghiệp Ghi âm Quốc tế (IFPI), cho tuần kết thúc vào ngày 30 tháng 3 năm 2023.
"Like Crazy" đã tích lũy được hơn 71,2 triệu lượt phát trực tuyến và 86.000 bản được bán ra trên toàn cầu, ra mắt ở vị trí thứ hai trên bảng xếp hạng Billboard Global 200. Jimin là thành viên BTS có thứ hạng cao nhất trên bảng xếp hạng Global 200; chỉ đứng trước thành viên cùng nhóm Jungkook, giành được hai mục trong top 10 solo; và là thành viên đầu tiên đạt được thành tích với tư cách là nghệ sĩ chính của cả hai bài hát. Ở các vùng lãnh thổ bên ngoài Hoa Kỳ, ca khúc cũng đã tích lũy được hơn 61,4 triệu lượt phát trực tuyến và 48.000 bản được bán ra, ra mắt ở vị trí thứ hai trên bảng xếp hạng Global Excl US; Jimin vẫn là thành viên BTS có thứ hạng cao nhất trên bảng xếp hạng. Thành tích này cũng đã đánh dấu lần thứ ba Jimin đã lọt vào bảng xếp hạng và cùng thứ hạng với Jungkook trong top 10 bài hát solo có thứ hạng cao nhất của một thành viên BTS, nhưng Jimin vẫn là người đầu tiên kiếm được ba thành tích với tư cách là nghệ sĩ chính trong mỗi bài hát.

## Video âm nhạc
Video âm nhạc của ca khúc, do Oui Kim đạo diễn, mở đầu bằng một đoạn hội thoại của Jennifer Lawrence trích từ bộ phim Yêu Dại Khờ năm 2011, đoạn hội thoại nói rằng "Em nghĩ chúng ta có thể sẽ tồn tại mãi mãi" trong khi Jimin được nhìn thấy là đang "đứng trong vòng xoáy ánh sáng xanh trong một quán hộp đêm đông đúc" khi đồng diễn của Lawrence là Anton Yelchin trả lời rằng "Nhưng anh lại sợ rằng mọi thứ sẽ biến mất". Lawrence nói với Yelchin rằng "Chỉ cần tin tưởng em" trong khi máy quay đang phóng to cảnh Jimin "đang tìm kiếm sự cô đơn trong nhà bếp và bắt đầu cất lên, 'Cô ấy đang nói / Em yêu, hãy đến và theo anh / Không có điều gì tồi tệ ở đây đêm nay'". Sau đó, một bàn tay vô hình đã nắm lấy và kéo anh vào một sàn nhảy đông người của một câu lạc bộ hộp đêm, nơi anh được cho là đang đi chậm rãi qua những người dự tiệc, chụp ảnh và lướt qua đám đông; cuối cùng phân cảnh kết thúc ở một "hành lang ma quái" với những bức tường rỉ ra một chất nhờn "đen đặc". Phần còn lại của hình ảnh dao động giữa việc Jimin đang tiệc tùng và vẫn đang cất tiếng hát trong một "nhà vệ sinh kỳ dị, giống như Transformer", và phân cảnh kết thúc với cảnh anh lại ở bàn bếp một lần nữa, bàn tay phải của anh bây giờ cũng được bao phủ bởi một "chất nhờn bí ẩn" và che camera đi.

## Bảng xếp hạng
| Bảng xếp hạng (2023)                        | Thứ hạng |
| ------------------------------------------- | -------- |
| Argentina (Argentina Hot 100)               | 86       |
| Úc (ARIA)                                   | 23       |
| Áo (Ö3 Austria Top 40)                      | 23       |
| Bolivia (Billboard)                         | 3        |
| Canada (Canadian Hot 100)                   | 21       |
| Croatia (Billboard)                         | 17       |
| Pháp (SNEP)                                 | 83       |
| Đức (GfK)                                   | 71       |
| Global 200 (Billboard)                      | 2        |
| Hy Lạp (IFPI)                               | 37       |
| Hy Lạp (IFPI) Bản Tiếng Anh                 | 64       |
| Hồng Kông (Billboard)                       | 10       |
| Hungary (Single Top 40)                     | 3        |
| Ấn Độ (IMI International Singles)           | 2        |
| Indonesia (Billboard)                       | 3        |
| Ireland (IRMA)                              | 23       |
| Ý (FIMI)                                    | 93       |
| Nhật Bản (Japan Hot 100)                    | 43       |
| Nhật Bản (Oricon Digital Singles)           | 9        |
| Nhật Bản (Oricon Combined Singles)          | 42       |
| Lithuania (AGATA)                           | 37       |
| Lithuania (AGATA) Bản tiếng Anh             | 63       |
| Malaysia (Billboard)                        | 3        |
| MENA (IFPI)                                 | 1        |
| Hà Lan (Single Top 100)                     | 4        |
| New Zealand (Recorded Music NZ)             | 36       |
| Peru (Billboard)                            | 3        |
| Philippines (Billboard)                     | 7        |
| Bồ Đào Nha (AFP)                            | 34       |
| Romania (Billboard)                         | 13       |
| Singapore (RIAS)                            | 2        |
| Hàn Quốc (Circle)                           | 8        |
| Thụy Điển (Sverigetopplistan)               | 15       |
| Thụy Sĩ (Schweizer Hitparade)               | 27       |
| Đài Loan (Billboard)                        | 7        |
| Anh Quốc (OCC)                              | 8        |
| Hoa Kỳ (Billboard Hot 100)                  | 1        |
| Hoa Kỳ (Billboard World Digital Song Sales) | 1        |
| Việt Nam (Vietnam Hot 100)                  | 1        |

| Bảng xếp hạng (2023)       | Thứ hạng |
| -------------------------- | -------- |
| Hàn Quốc (Circle)          | 81       |
| Hàn Quốc (Circle Download) | 4        |

## Giải thưởng
| Năm  | Giải thưởng           | Hạng mục             | Kết quả | Nguồn  |
| ---- | --------------------- | -------------------- | ------- | ------ |
| 2023 | The Fact Music Awards | Nhạc hay nhất (Xuân) | Đề cử   | [ 59 ] |

| Tên chương trình | Kênh | Ngày phát sóng      | Nguồn  |
| ---------------- | ---- | ------------------- | ------ |
| M Countdown      | Mnet | 30 tháng 3 năm 2023 | [ 60 ] |
| M Countdown      | Mnet | 6 tháng 4 năm 2023  | [ 61 ] |
| Music Bank       | KBS  | 31 tháng 3 năm 2023 | [ 62 ] |
| Music Bank       | KBS  | 7 tháng 4 năm 2023  | [ 63 ] |

| Giải thưởng             | Ngày               | Nguồn  |
| ----------------------- | ------------------ | ------ |
| Weekly Popularity Award | 4 tháng 4 năm 2023 | [ 64 ] |

## Lịch sử phát hành
| Quốc gia | Ngày phát hành      | Định dạng                       | Phiên bản                                | Hãng đĩa  | Nguồn  |
| -------- | ------------------- | ------------------------------- | ---------------------------------------- | --------- | ------ |
| Toàn cầu | 24 tháng 3 năm 2023 | Tải kỹ thuật số phát trực tuyến | Bản gốc Bản Tiếng Anh                    | Big Hit   | [ 1 ]  |
| Toàn cầu | 26 tháng 3 năm 2023 | Tải kỹ thuật số phát trực tuyến | Bản Deep House Bản UK Garage Bản nhạc cụ | Big Hit   | [ 65 ] |
| Toàn cầu | 26 tháng 3 năm 2023 | Tải kỹ thuật số phát trực tuyến | Bản phối lại                             | Big Hit   | [ 66 ] |
| Hoa Kỳ   | 23 tháng 3 năm 2023 | CD đĩa đơn                      | Bản gốc                                  | Big Hit   | [ 67 ] |
| Ý        | 31 tháng 3 năm 2023 | Lượt phát sóng                  | Bản Tiếng Anh                            | Universal | [ 68 ] |